# Claudio Cardone
Claudio Cardone (n. Rosario; 1962) es un tecladista y arreglador argentino

## Biografía
Claudio Cardone comienza a desempeñarse como tecladista y arreglador desde comienzos de la década de 1980, trabajando con artistas rosarinos como Adrián Abonizio, Silvina Garré, Fabián Gallardo, Jorge Fandermole, Rubén Goldin y Lalo de los Santos, entre otros. En 1990 se mudó a Buenos Aires para integrar la banda de Luis Alberto Spinetta, banda que integró en diferentes ocasiones hasta 2012. En el último álbum de estudio de Luis Alberto Spinetta, Un mañana, compuso junto a Spinetta la suite "Canción de amor para Olga", e hizo los arreglos de la misma.
Además se desempeñó desde 1990 hasta la actualidad, como tecladista de Illya Kuryaki and the Valderramas, David Lebón, Roque Narvaja, Fito Páez, Juan Carlos Baglietto, A-Tirador Láser, Lucas Martí, Guillermo Vadalá, Gonzalo Aloras, Silvina Garré, Vudú, Fabián Gallardo, Jorge Fandermole, Lisandro Aristimuño, Rubén Goldin, Tania Libertad, Javier Malosetti, Ruta Cero, y Lalo de los Santos, entre otros.
Entre sus trabajos más destacados como arreglador, están todos los arreglos orquestales del álbum Versus de Illya Kuryaki and the Valderramas y de Elevado de Dante Spinetta, así como también diversos arreglos para los discos Los ojos de Spinetta y los Socios del Desierto, Abre y Rey Sol de Fito Páez, y todos los arreglos de los discos Luz quitapenas y Corazón de barco de Juan Carlos Baglietto.

## Discografía

### Solista
- No-Tiempo (2013)

### Con Illya Kuryaki and the Valderramas
- Fabrico cuero (1991)
- Horno para calentar los mares (1993)
- Chaco
- Ninja mental
- Versus (1997)
- Leche (1999)
- Kuryakistan

### Con Luis Alberto Spinetta
- Exactas, 1990
- Pelusón of milk, 1991
- Fuego gris, 1993
- Spinetta y los socios del desierto, 1997
- Los ojos, 1999
- Silver sorgo, 2001
- Camalotus, 2004
- Para los árboles, 2004
- Pan, 2006
- Un mañana, 2008
- Spinetta y las Bandas Eternas, 2009
- Los Amigo, Spinetta/R García/D Ferrón, 2015
- Ya no mires atrás, 2020

### Con Fito Páez
- Abre
- Rey Sol
- Mi vida con ellas
- Naturaleza sangre
- El mundo cabe en una canción

### Con otros artistas
- Briatan (Con A-Tirador Laser -Lucas Marti-)
- Otro rosa (Con A-Tirador Laser -Lucas Marti-)
- El título es secreto (Con A-Tirador Laser -Lucas Marti-)
- Elevado (Con Dante Spinetta)
- Corazón de barco (Con Juan Carlos Baglietto)
- Luz quitapenas Con Juan Carlos Baglietto)
- Profano (Con Rubén Goldín)
- Piedras preciosas (Con Rubén Goldin)
- Brilla el sol (Con Rubén Goldin)
- Abonizio (Con Adrián Abonizio)
- Los años felices (Con Adrián Abonizio)
- Todo es humo (Con Adrián Abonizio)
- Algo vuela (Con Gonzalo Aloras)
- Good Night Madrid (Con Roque Narvaja)
- Radiofotos (Con Fabián Gallardo)
- El pesanervios (Con Rodrigo Villegas)
- Revolver (Con Rodrigo Villegas)
- Imaginario (Con Juan Carlos Ingaramo)

## Premios
- 2009: Premios Carlos Gardel al mejor álbum del año y al mejor álbum de rock por Un mañana.
- 2009: Nominado Grammy Latino en la categoría "Mejor Álbum de Rock Vocal", por Un mañana.
- 2014: Nominado Premios Carlos Gardel su disco solista "No-Tiempo" en la terna al mejor álbum de música world/electrónica/experimental